# Agrostis rubicunda
Agrostis rubicunda é uma espécie de gramínea do gênero Agrostis, pertencente à família Poaceae.